# Epidermis (Pflanze)

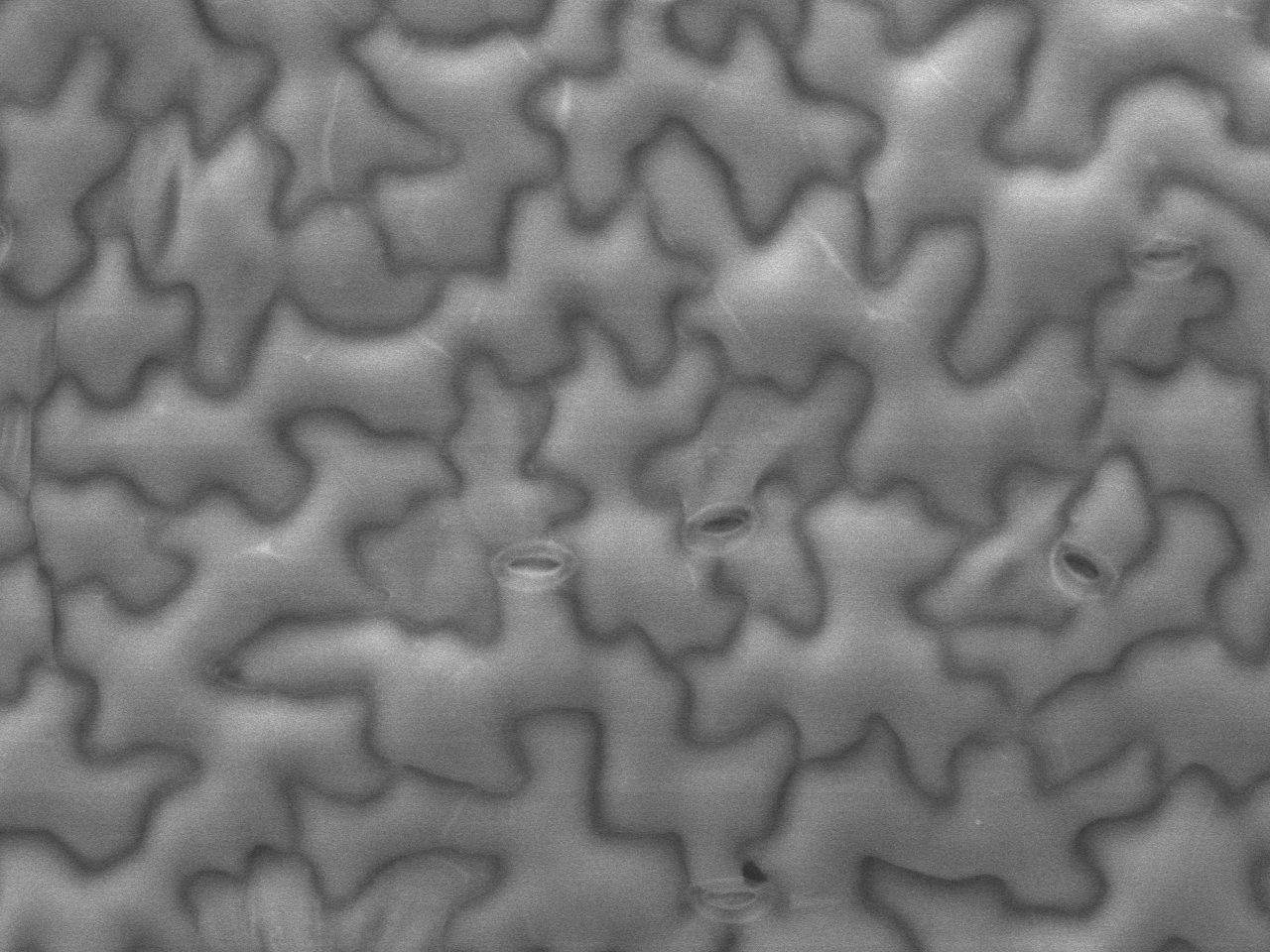
Elektronenmikroskopische Aufnahme der Epidermis der Acker-Schmalwand (Arabidopsis thaliana). Gut zu erkennen ist, dass die Zellen nicht durch gerade Zellwände voneinander abgegrenzt sind, sondern wie Puzzleteile ineinandergreifen. Das verbessert die Haltbarkeit der Epidermis.

Als Epidermis (aus griechisch ἐπί, epi, „über“, „darauf“ und δέρμα, derma, „Haut“) bezeichnet man ein primäres Abschlussgewebe von Sprossachse und Blättern bei höheren Pflanzen. Hauptaufgabe der Epidermis ist der Schutz der darunterliegenden pflanzlichen Gewebe. Die Epidermis besteht in der Regel nur aus einer Schicht von Zellen mit besonders verdickter Außenwand. Sie weist zusätzlich noch eine auf den Epidermiszellen aufliegende Wachsschicht, die Cuticula, auf. Die Wachsschicht auf der Oberfläche dient als Schutzschicht gegen Feuchtigkeitsverlust und bewahrt die Pflanze vor starker Sonnenbestrahlung und Wind. Bei einigen Pflanzen wie beispielsweise den Koniferen kann es zusätzlich noch zu tertiären Wandverdickungen kommen.
Infolge des sekundären Dickenwachstums der Pflanze kann die Epidermis zerstört werden und durch sekundäres Abschlussgewebe ersetzt werden. Die Rhizodermis der Wurzel wird im Allgemeinen nicht als Epidermis angesehen, da sie endogen entsteht und keine Cuticula besitzt.
Epidermiszellen sind in der Regel chloroplastenfrei, andere Plastiden können aber durchaus vorkommen. Chloroplasten kommen allerdings in den Schließzellen der Stomata sowie in den Epidermiszellen der Farne und mancher Schattenpflanzen vor.
Als Teil der Epidermis bestehen Trichome aus einer oder mehreren epidermalen Zellen. Und Emergenzen bestehen aus epidermalen und hypodermalen Zellen.